# Beechcraft 99
De Beechcraft 99 is een tweemotorig passagiers- en transportvliegtuig. Het vliegtuig was het eerste van het type "commuter" en is een vrijdragende laagdekker. De Beechcraft 99 kwam in de plaats van de Beechcraft 18 en maakte zijn eerste vlucht in juli 1966. Er zijn in totaal 239 toestellen geproduceerd, waarvan een deel later is omgebouwd tot transportvliegtuig.